# Aeropuerto El Alcaraván
Aeropuerto El Alcaraván is een luchthaven in de Colombiaanse stad Yopal.

## Ongelukken en incidenten
- Op 25 oktober 1976 stortte een Douglas C-47 van Taxi Aéreo El Venado neer tijdens het aanvliegen op de Luchthaven El Alcaraván. Al de 36 mensen aan boord kwamen om.